# Aérodrome de Lyon - Brindas
Ne doit pas être confondu avec Aérodrome de Lyon - Corbas.
L’aérodrome de Lyon - Brindas (code OACI : LFKL) est un aérodrome du département du Rhône, situé sur la commune de Brindas.

## Présentation générale

### Situation
L'aérodrome est situé à 11 km au Sud-Ouest de Lyon. Il est pourvu de la plus petite piste d'aviation d'Europe, seulement 435 mètres,.

### Agrément
L'aérodrome de Lyon - Brindas fait partie de la liste no 3 (aérodromes à usage restreint) des aérodromes autorisés au 31 janvier 2010 (décret : NOR: DEVA1012766K). Réservé aux aéronefs qui y sont basés et à ceux qui sont basés sur les aérodromes voisins.

### Rattachements
Lyon - Brindas est un petit aérodrome ne disposant pas de services de la DGAC. Pour l'information aéronautique, la préparation des vols et le dépôt des plans de vol il est rattaché au BRIA (Bureau Régional d'Information aéronautique) de l'Aéroport de Lyon-Saint-Exupéry. Le suivi des vols sous plan de vol  et le service d'alerte sont assurés par le BTIV (Bureau de télécommunications et d'information de vol) du Centre en route de la navigation aérienne Sud-Est situé à Aix-en-Provence.

## Utilisations
L'aéroclub de L'ouest Lyonnais occupe le terrain depuis le 13 février 1957.

## Accidents
Le 2 septembre 2011 un aviateur et ses deux passagers meurent dans le crash d'un avion Robin DR340 après avoir heurté au décollage la cime d’un arbre en bout de piste.
Dix ans plus tard, le 20 mai 2021, un pilote seul meurt dans le crash de son Tecnam P2008 JC (en) sur la commune proche de Messimy, juste après son décollage de Brindas.
Le 26 décembre 2024, un Tecnam P2008 n'arrive pas à décoller de la piste détrempée. Il sort de la piste, s'écrase sur un muret et prend feu. Pilote et passager sont légèrement blessés.